# Victor Gbeho
Pour les articles homonymes, voir Gbeho.
James Victor Gbeho, né le 12 janvier 1935 à Keta, est un avocat et diplomate ghanéen.

## Biographie
Victor Gbeho est parlementaire, puis ministre des Affaires étrangères de son pays de 1997 à 2001 sous la présidence de Jerry Rawlings. Il a été également président de la Communauté économique des États de l'Afrique de l'Ouest (CEDEAO) entre le 16 février 2010 et le 16 février 2012 et deux fois un mois la présidence du Conseil de sécurité des Nations unies.
Il est le fils de Philip Gbeho qui a participé à God Bless Our Homeland Ghana, l'hymne national du Ghana.